# Bilderbuch Deutschland
Bilderbuch Deutschland (ro|Ilustrate din Germania) a fost un serial tv, cu 466 de episoade, transmis între anii 1996–2010 de postul german ARD. Emisiunea, care dura 45 de minute, prezenta diferite regiuni, ținuturi, orașe sau localități din Germania. În centrul tematicii emisiunii erau prezentate în imagini diferite tradții și obiceiuri locale, arhitectura clădirilor, natura și istoricul regiunii respective. Emisunea prezenta imaginea regiunii într-o lumină pozitivă, problemele sociale și politice, ca de exemplu șomajul sau criminalitatea, nefiind amintite.
Transmisia avea loc duminicile la ora 13:45, în prezent fiind sistată deoarece au fost epuizate temele planficate. Uneori apar reluări pe posturile WDR și 3sat, la ore și date diferite ale transmisiilor anterioare.